# Conicochernes brevispinosus
Conicochernes brevispinosus är en spindeldjursart som först beskrevs av Ludwig Carl Christian Koch och Eugen von Keyserling 1885.  Conicochernes brevispinosus ingår i släktet Conicochernes och familjen blindklokrypare. Inga underarter finns listade i Catalogue of Life.